# Аккайнар (Турара Рискулова район)
Аккайна́р (каз. Аққайнар) — село у складі району Турара Рискулова Жамбильської області Казахстану. Входить до складу Корагатинського сільського округу.
У радянські часи село називалось Отділення № 2 совхоза Курагатинський.
Населення — 67 осіб (2021; 149 у 2009, 248 у 1999, 346 у 1989).